# Rodano
Il Ròdano (in francese Rhône /ʁon/, in tedesco Rhone) è un fiume europeo lungo 812 km, dei quali un terzo circa in Svizzera 267 km, dove nasce, e due terzi in Francia (545 km).
Sfocia nel Mar Mediterraneo e con una portata media annua presso la foce di 1820 m³/s è il principale fiume di Francia per volume d'acqua.
Tra le città più importanti che bagna figurano, spalle alla fonte, Sion, Ginevra, Lione, Avignone e Arles.

## Geografia
Il Rodano nasce in Svizzera dal ghiacciaio omonimo, la cui acqua si raccoglie in un laghetto a 2208 m di altitudine. Scorrendo dapprima verso sud-ovest od ovest l'alta vallata del Rodano corrisponde al cantone svizzero del Vallese.
La valle si restringe notevolmente in corrispondenza di Martigny e il corso del fiume vira in direzione nord prima di gettarsi nel lago Lemano.
All'uscita dal lago in corrispondenza della città di Ginevra riceve l'affluente Arve ed entra quindi in Francia proseguendo incassato per svariati km, ricevendo da destra il copioso apporto (123 m³/s) dell'Ain e giungendo in breve a Lione dove riceve le acque della Saona (oltre 470 m³/s), suo principale tributario di destra. Da qui, notevolmente arricchito d'acque, diventa navigabile.
Subito piega bruscamente verso sud, bagnando la cittadina di Vienne e ricevendo in breve da sinistra il grosso contributo (360 m³/s) dell'Isère, bagnando poi la città di Valence. Proseguendo il fiume riceve svariati apporti che ne accrescono ulteriormente la già notevole portata: da sinistra la Drôme (20 m³/s) e l'Ouvèze (25 m³/s); da destra l'Ardèche (65 m³/s) e il Gardon (32 m³/s), ancora da sinistra l'Eygues (6,5 m³/s) e soprattutto la Durance (170 m³/s), ultimo affluente in assoluto.
Proprio alcuni km prima di tale confluenza il Rodano bagna la città di Avignone, scorrendo pigro con andamento ad anse. Il fiume giunge alla fine del suo percorso gettandosi con l'ampio delta della Camargue nel mar Mediterraneo. Il bacino del fiume copre un'estensione totale di 95500 km². Nel delta, che inizia subito dopo la città di Arles, il corso del Rodano si divide in due rami (Grand Rhône e Petit Rhône).

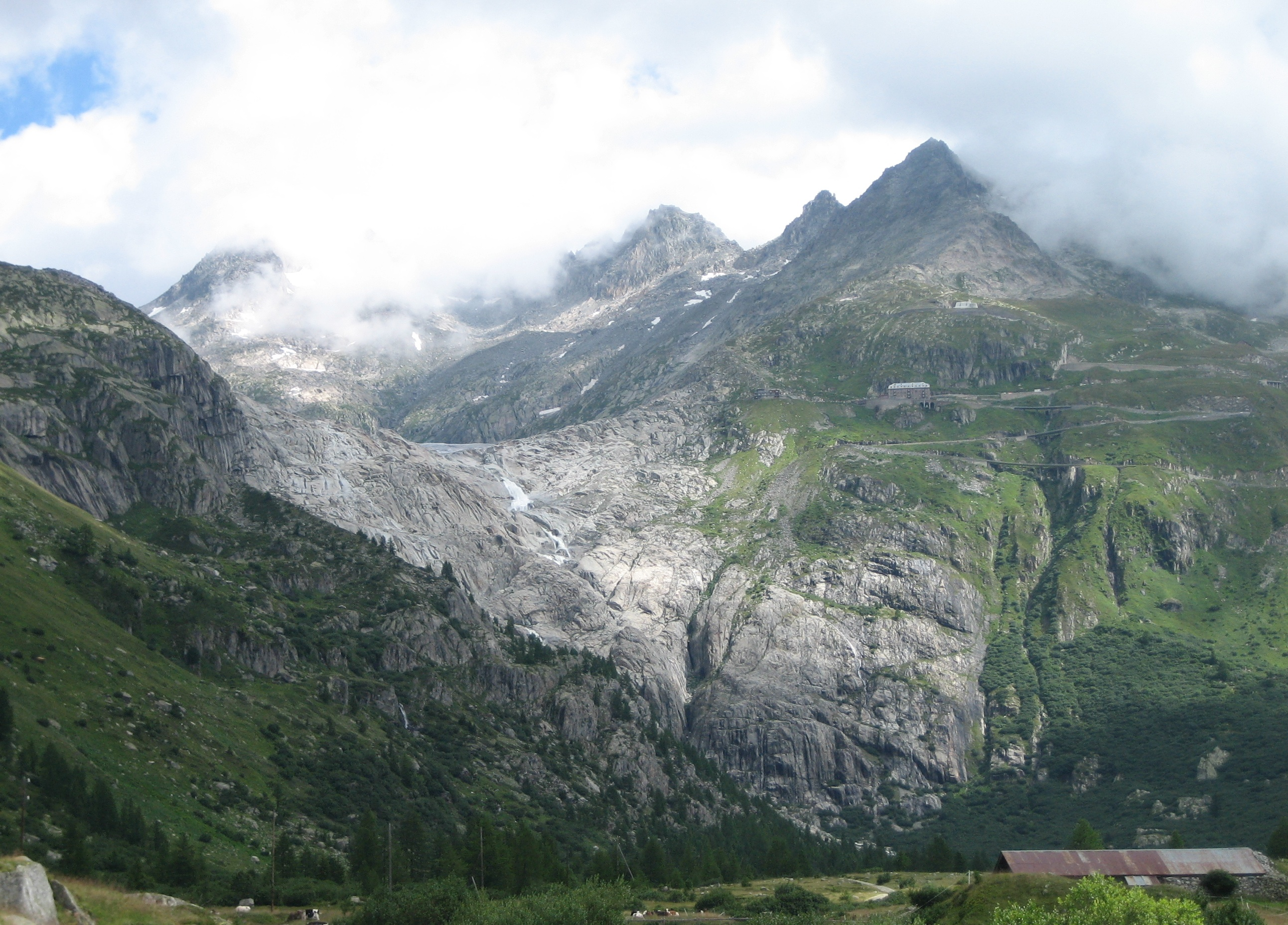
Ghiacciaio del Rodano
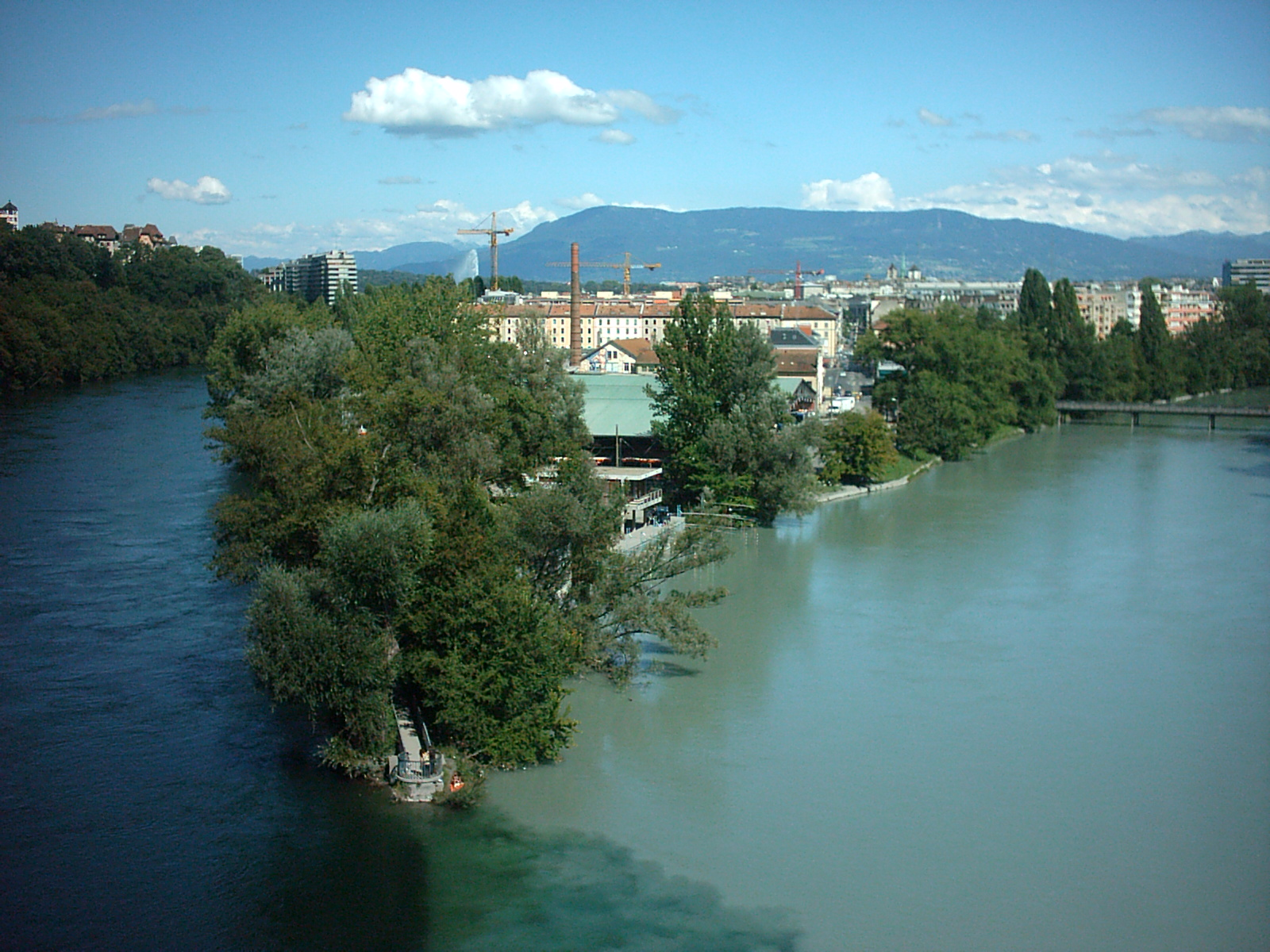
La confluenza del Rodano con l'Arve a Ginevra
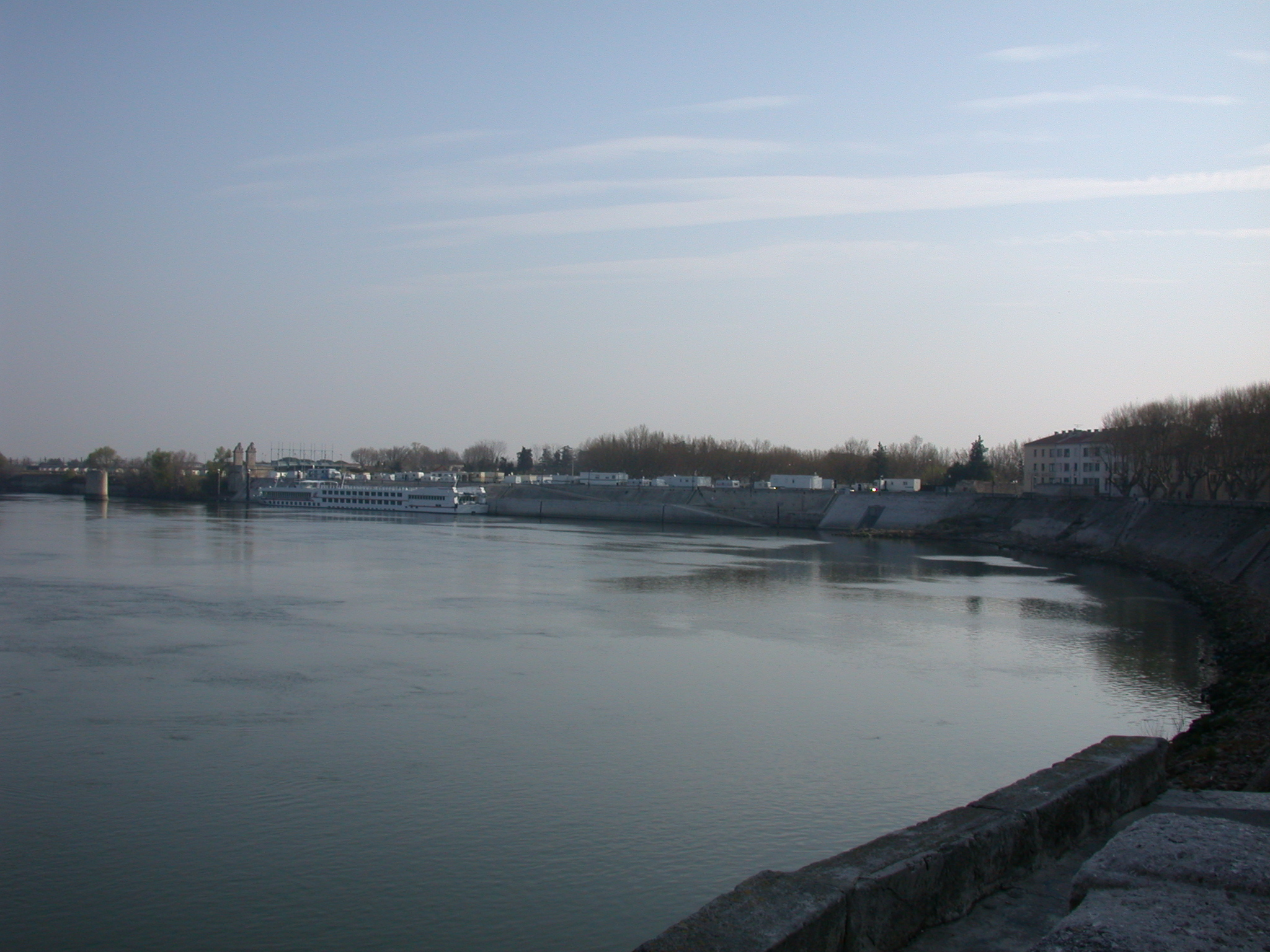
Il fiume Rodano al centro della città di Arles
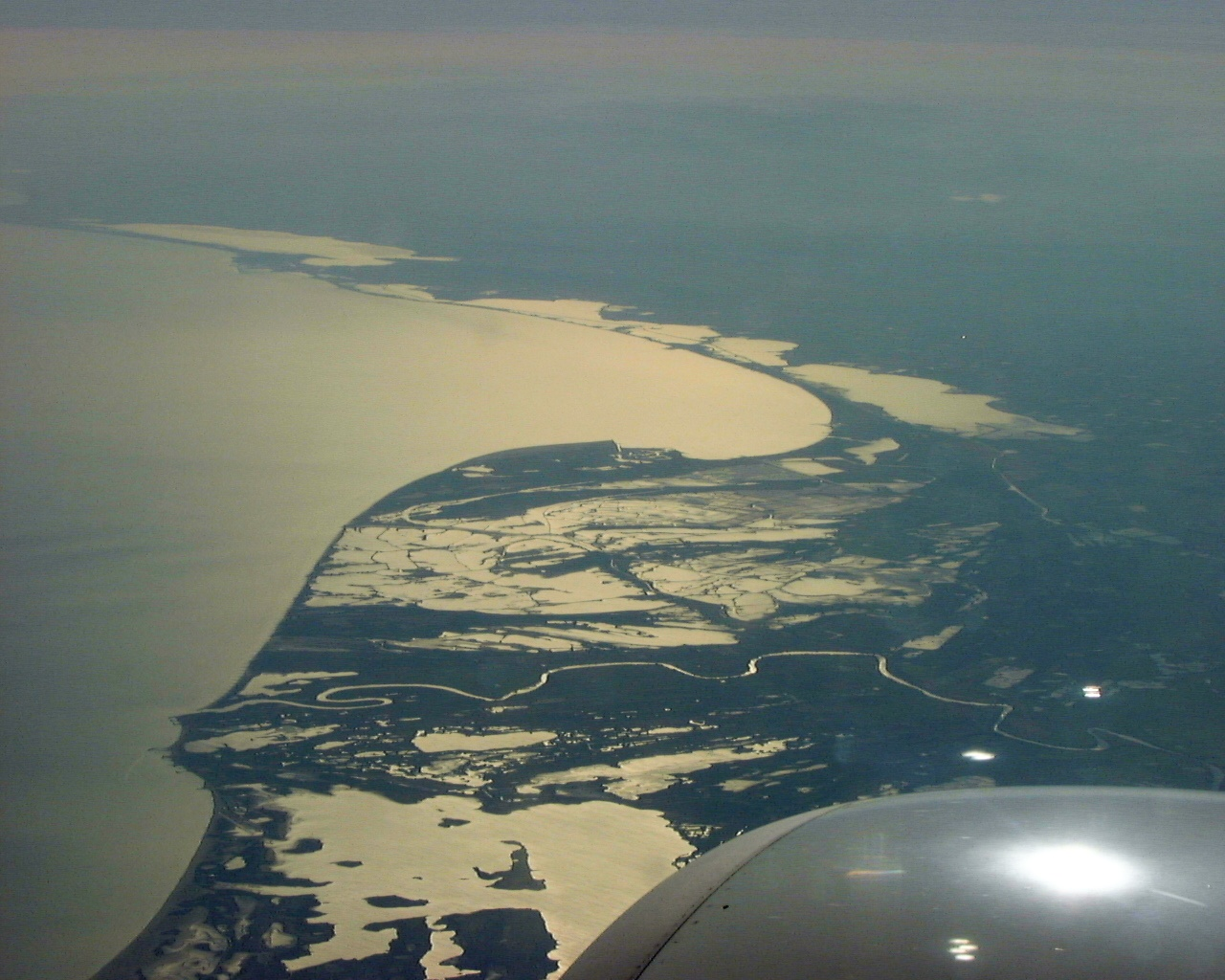
Il delta del Rodano nella regione della Camargue

## Affluenti principali

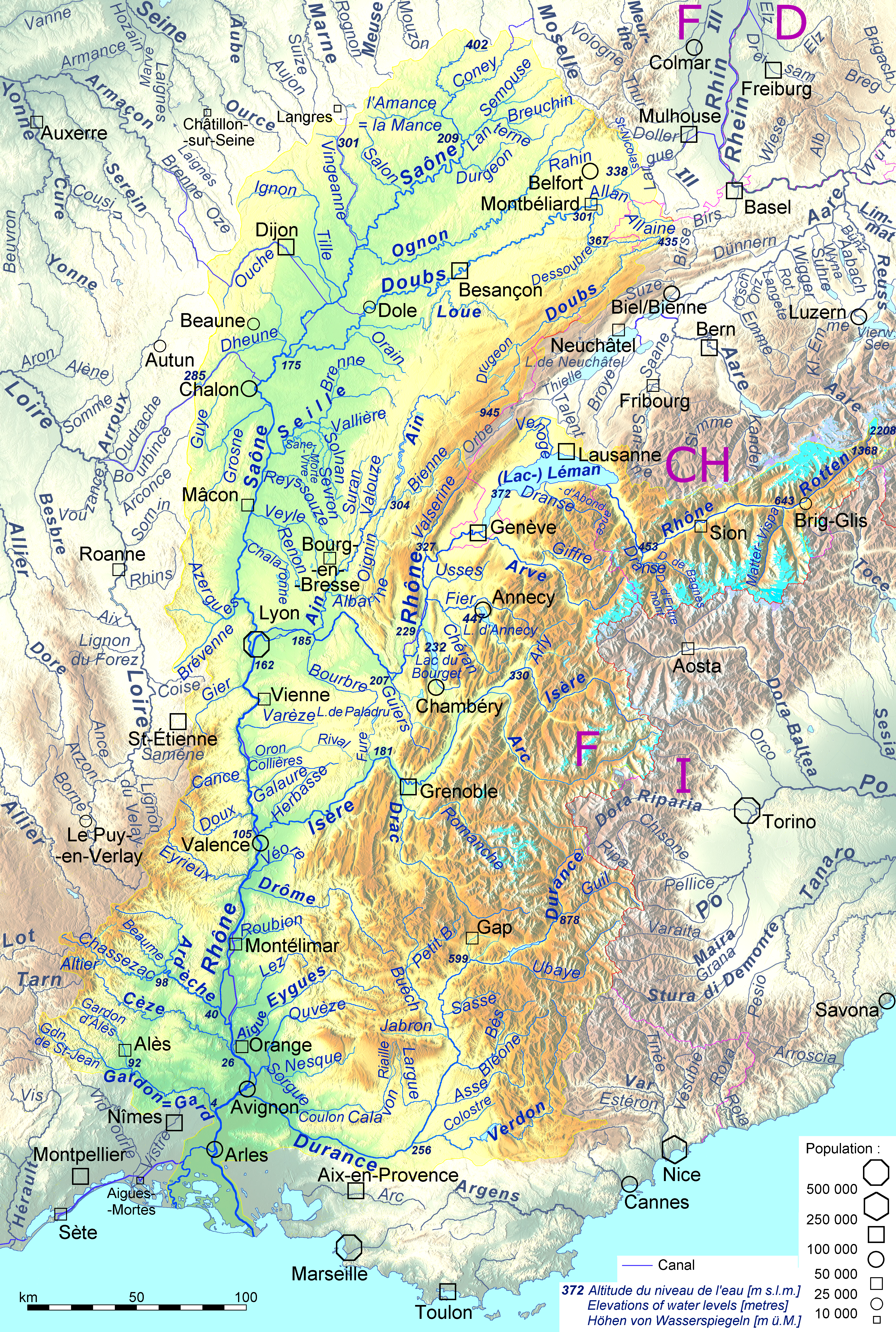
Carta di quasi tutti gli affluenti più lunghi di

Il Rodano, attraversando la Svizzera e la Francia, riceve affluenti in queste due nazioni.

### In Svizzera
- Massa (VS, 6 km)
- Saltina (VS, 22 km)
- Vispa (VS, comp. Vispa di Zermatt 37 km)
- Lonza (VS, 22 km)
- Navizence (VS, 23 km)
- Borgne (VS, 30 km)
- Morge (VS, 19,9 km)
- Lizerne (VS, 20 km)
- Drance o Dranse (VS, comp. Drance de Bagnes 45,5 km)
- Trient (VS, 17 km)
- Avançon (VD, 16,3 km)
- Gryonne (VD, 15 km)
- Grande Eau (VD, 26 km)
- Veveyse (VD, 19,5 km, nel Lago Lemano)
- Venoge (VD, 38,4 km, nel Lago Lemano)
- Arve (GE, 107,8 km, proveniente dalla Francia)
- Allondon (GE, 22 km, proveniente dalla Francia)

### In Francia
- la Dranse (nel Lago Lemano, comp. Dranse d'Abondance 49,1 km)
- il Fier (71,9 km) con affluente:
  - il Thiou (4,5 km, comp. il Lago di Annecy ed affluenti 45,4 km)
- il Canale di de Savières, (comp. il Lago del Bourget e la Leysse 50,5 km)
- il Guiers (comp. Guiers Mort 50 km)
- l'Ain (190 km)
- la Saona (Saône, 480 km) con affluenti
  - l'Ognon (213,6 km)
  - il Doubs (453 km, nascente in Svizzera)
- l'Isère con affluenti:
  - l'Arly (34,5 km)
  - l'Arc di Savoia (127,5 km)
  - le Drac (130 km) con affluente:
    - la Romanche (78,3 km)
- la Drôme (110 km)
- l'Ardèche (125,1 km)
- la Cèze (128,4 km)
- l'Eygues (114,2 km)
- l'Ouvèze (93,3 km)
- la Durance (323,5 km) con affluenti:
  - il Guil (51,5 km)
  - l'Ubaye (82,7 km)
  - il Buëch (85,1 km)
  - la Bléone (67,5 km)
  - il Verdon (165,7 km)
  - il Calavon (88,2 km)
- l'Eygues (114.2 km)
- il Gardon (127,3 km)

## Principali città attraversate
- Briga
- Sion
- Montreux (sulle rive del Lago Lemano)
- Losanna (sulle rive del Lago Lemano)
- Évian-les-Bains (sulle rive del Lago Lemano)
- Thonon-les-Bains (sulle rive del Lago Lemano)
- Ginevra
- Lione
- Vienne
- Tournon-sur-Rhône
- Valence
- Montélimar
- Orange
- Avignone
- Arles

## Idrologia
Il Rodano presenta un regime essenzialmente di tipo alpino con imponenti piene nella stagione tardo primaverile e estiva e magre invernali, ma è anche influenzato in parte dal regime pluviale oceanico che interessa l'importante affluente Saona. Il modulo medio del fiume è molto elevato: è di circa 1.000 m³/s a Lione e di oltre 1.800 presso la foce, il che ne fa il principale fiume francese per volume d'acqua. In caso però di precipitazioni eccezionali il fiume può dar luogo a piene davvero impressionanti (anche di oltre 16,000 m³/s) a causa soprattutto dell'apporto torrentizio dei suoi tributari di destra, in particolare l'Ardèche e il Gardon.

## Canali
Là dove il Rodano non risulta ancora navigabile – è il caso del Vallese – è stato costruito un canale nel XVII secolo, il Canale Stockalper, a fianco del fiume, il cui scopo principale era quello di favorire il trasporto del sale.